# Deathstorm
Deathstorm (Corey Jean Da'Weths) es un supervillano ficticio perteneciente al Sindicato del Crimen que invadieron la Tierra durante Guerra de la Trinidad y Maldad Eterna.

## Maldad Eterna
Durante el evento llamado Guerra de la Trinidad, en la que los tres Ligas Justicia luchan entre sí debido a la aparición de la misteriosa caja de Pandora, la caja se abre para revelar que es como un puente entre dos mundos, el principal Universo DC y Tierra-3. Al salir de la caja, Deathstorm aparece junto con los otros miembros del Sindicato del Crimen. Deathstorm es en realidad Martin Stein, quien en su universo descubrió la Matriz Firestorm y decidió utilizar el poder para sus propias necesidades. Después de la destrucción de su propia tierra, Deathstorm siguió al Sindicato del Crimen del principal Universo DC para que pudieran tomarlo como propio.
Después de salir de la caja de Pandora, el Sindicato del Crimen ataca a las tres Ligas de Justicia. Sólo unos pocos superhéroes escapan del ataque del Sindicato. Deathstorm, con su mayor conocimiento de la Matriz de Firestorm, es capaz de utilizar al héroe Firestorm como prisión para los otros héroes, encarcelando a ellos dentro de la matriz, mientras que en el proceso el cuerpo de Firestorm se convierte en una bomba de tiempo. A partir de ahí, el Sindicato va a tomar el control de la tierra, usando a la sociedad secreta como su ejército. Deathstorm se ve la mayor parte del tiempo junto a Power Ring, quien constantemente le está pidiendo poner a su anillo fuera de su dedo. Deathstorm usa el anillo de energía cuando atacan a los Rogues. Deathstorm está fascinado por el ADN de los Rogues. Durante la lucha con el Capitán Frío, Deathstorm es capaz de desentrañar el ADN de frío por lo que le quita sus poderes de hielo. Después de esto, los granujas desaparecen antes de que Deathstorm y Power Ring puedan hacerles más daño.